# Poldark (serie de televisión de 1975)
Poldark es una serie de televisión británica emitida por la BBC entre el 5 de octubre de 1975 y el 4 de diciembre de 1977. Basada en las novelas del mismo nombre escritas por Winston Graham. Narra las vivencias del capitán Ross Poldark, terrateniente de Cornualles, desde su regreso de la guerra de independencia de los Estados Unidos. La serie se divide en dos partes, la primera de 16 capítulos y la segunda de 13 y mezcla acción y romanticismo en la Inglaterra del siglo XVIII. Alcanzó una inmensa popularidad en el Reino Unido y se exportó a un buen número de países.
Fue dirigida por Paul Annett y Christopher Barry, entre otros, y protagonizada por Robin Ellis, en el papel de Ross, y Angharad Rees en el de Demelza.

## Novela

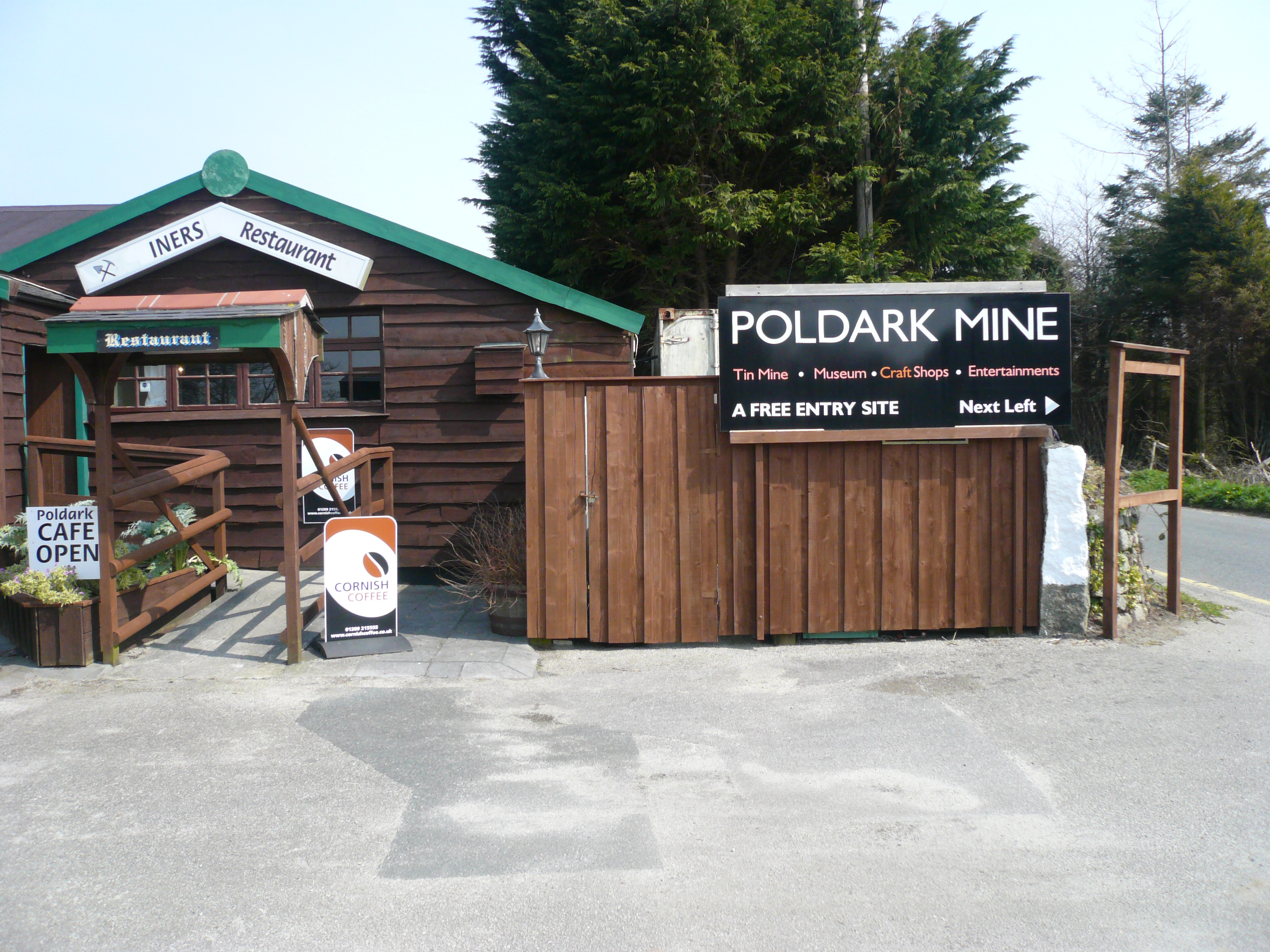
En producción entre 1720 y 1780, para la extracción de estaño, en la Mina Poldark se rodaron algunas escenas de la serie Poldark de la BBC.

La saga escrita por Winston Graham consta de doce obras. Las siete primeras se desarrollan en el siglo XVIII, hasta la Navidad de 1799, y las cinco últimas se adentran en el siglo XIX, siendo los personajes principales los hijos de los protagonistas tratados en los primeros libros.
La serie de novela histórica está bien documentada y muchos de los sucesos descritos son reales, así como las anécdotas relatadas. Winston Graham escribió los cuatro primeros libros entre 1940 y principios de los años 50. Después de una pausa, continuó su redacción en los 70, publicando el quinto libro La Luna Negra de 1972.

### Títulos de las 12 novelas

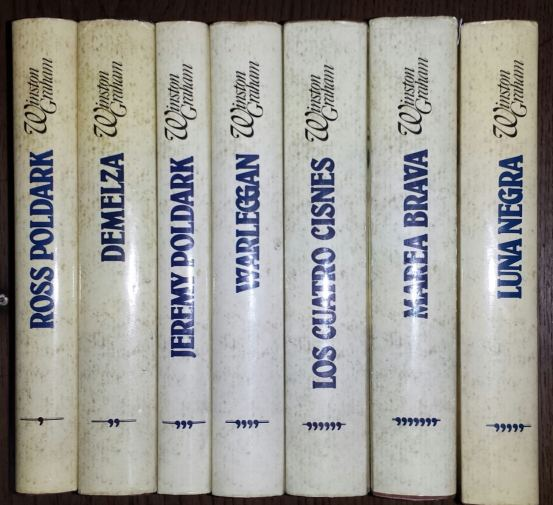
Siete primeros libros de la saga de Poldark, por Winston Graham

- 1: Ross Poldark
- 2: Demelza
- 3: Jeremy Poldark
- 4: Warleggan
- 5: Luna Negra
- 6: Los cuatro cisnes
- 7: Marea brava[1]
- 8: El extraño que vino del mar
- 9: El baile de Miller
- 10: La amada copa
- 11: La espada retorcida
- 12: Bella Poldark